# Amity (Nueva York)
Amity es un pueblo ubicado en el condado de Allegany en el estado estadounidense de Nueva York. En el año 2000 tenía una población de 2245 habitantes y una densidad poblacional de 25.1 personas por km².

## Geografía
Amity se encuentra ubicado en las coordenadas 42°13′37″N 78°1′55″O / 42.22694, -78.03194.

## Demografía
Según la Oficina del Censo en 2000 los ingresos medios por hogar en la localidad eran de $34 153, y los ingresos medios por familia eran $40 387. Los hombres tenían unos ingresos medios de $31 394 frente a los $21 065 para las mujeres. La renta per cápita para la localidad era de $15 304. Alrededor del 11.6% de la población estaban por debajo del umbral de pobreza.